# Alonso Víctor de Paredes
Alonso Víctor de Paredes (¿Madrid, 1616? - ¿168.?) fue un impresor y ortotipógrafo español, autor de uno de los primeros tratados de impresión y composición escritos en español.

## Biografía
El impresor e historiador de la imprenta decimonónico Juan José Sigüenza y Vera, discípulo de Joaquín Ibarra, fue el primero en dar cuenta del famoso tratado tipográfico de Alonso Víctor de Paredes, libro muy raro del que solo se conserva hoy un ejemplar en la Biblioteca Pública de Providence, estudiado por su editor Jaime Moll. Calculaba que su autor habría nacido por 1616, y que su obra habría sido redactada en 1680 más o menos. En su obra se presenta como un componedor con más de cincuenta y tres años de experiencia; era hijo de impresor y trabajó en Sevilla, desde donde volvió a la Corte. Probablemente cabe identificarlo como un hijo del impresor de Madrid Alonso de Paredes (1586-1647), natural de San Sebastián de los Reyes, quien habría aprendido el oficio al quedarse huérfano a instancias de su tío Andrés de Paredes, también del mismo pueblo, ya que este lo puso como aprendiz el 26 de noviembre de 1599, contando apenas trece años, con el gran impresor Luis Sánchez, quien se comprometió a enseñarle durante seis años el "oficio de componedor de letra, bien y cumplidamente, para que salga oficial" y además pagó sus gastos de manutención, vestido y calzado. 
Su padre Alonso se casó en 1612 con Mariana Izquierdo, por lo que la cronología cuadra; pero Alonso padre solo llegó a tener imprenta propia en 1645, dos años antes de morir. Tuvo tres hijos, Alonso, Julián y Juan, y una hija; Alonso probablemente es el impresor escritor; el otro Juan, tuvo también imprenta, pero falleció un año después que su padre; también Julián tuvo un taller de imprenta en la calle de la Espada desde 1646. 
Después de la muerte de Alonso padre, se siguen imprimiendo libros con su nombre en Madrid hasta 1651, así que debió ser Alonso hijo quien asumió el control de la imprenta paterna, que estaba en la calle de Toledo, que traspasó a su hermano Julián en 1651. Posiblemente se trasladó a Sevilla o a Cagliari, en Cerdeña. Su tratado sobre la imprenta y la composición se habría redactado dos veces, pero el primer original se perdió cuando se trasladó a Madrid y tuvo que volver a reescribirlo. Entre las curiosas noticias históricas que ofrece, menciona haber visto en Sevilla trabajos de impresión de China. Según Moll, "tres capítulos se ocupan de los conocimientos previos que debe tener todo componedor: ortografía, puntuación y acentuación, sistemas de numeración... También encontramos interesantes referencias a la pronunciación coetánea... Sigue las directrices señaladas por Felipe Mey en su edición valenciana de 1606 del Thesaurus verborum ac phrasium, del jesuita Bartolomé Bravo, las reglas del impresor Guillermo Foquel (impresor en Salamanca y Madrid) y los usos implantados por el corrector Gonzalo de Ayala. No acepta el servilismo de seguir la ortografía latina y es pragmático en el uso de los acentos". Da también una larga lista —precedente de las que encontramos en los tratados tipográficos españoles posteriores— de palabras de dudosa ortografía, basada en la de Foquel y en el Vocabulario de las dos lenguas toscana y castellana de Cristóbal de las Casas. La Institución y origen del arte de la imprenta y reglas generales para los componedores es, sin embargo y sobre todo, como su mismo título dice, un tratado sobre composición.

## Obras
- Institución y origen del arte de la imprenta y reglas generales para los componedores (1680). Hay edición moderna de Jaime Moll (Madrid: Calambur, 2002).